# هاينريش فون بوبنهاوزن
هاينريش فون بوبنهاوزن (بالألمانية: Heinrich von Bobenhausen) (و. 1514 – 1595 م) هو سياسي، توفي عن عمر يناهز 81 عاماً.

## مناصب
تولى منصب سيد فرسان تيوتون الأكبر ‏ (1590–1618)
.
| المناصب السياسية              | المناصب السياسية                     | المناصب السياسية                      |
| ----------------------------- | ------------------------------------ | ------------------------------------- |
| سبقه Georg Hund von Wenkheim ‏ | سيد فرسان تيوتون الأكبر ‏ 1590 - 1618 | تبعه ماكسيليان الثالث، أرشيدوق النمسا |